# US Open-mesterskabet i herredouble 2018
US Open-mesterskabet i herredouble 2018 var den 138. turnering om US Open-mesterskabet i herredouble. Turneringen var en del af US Open 2018 og blev spillet i USTA Billie Jean King National Tennis Center i New York City, USA i perioden 29. august - 7. september 2018.
Mesterskabet blev vundet af Mike Bryan og Jack Sock, som i finalen vandt med 6-3, 6-1 over Łukasz Kubot og Marcelo Melo. Tidligere på sæsonen var Mike Bryans faste doublemakker gennem hele sin karriere, tvilligebroderen Bob Bryan, blevet skadet i hoften, så det var Bryan og Socks anden grand slam-turnering som makkere, og for anden grand slam-turnering i træk gik de hele vejen og vandt titlen, idet de også i deres første grand slam-optræden som makkere ved Wimbledon-mesterskabet to måneder tidligere havde sikret sig sejren.
Det var Mike Bryans 18. grand slam-titel i herredouble i karrieren, hvilket ingen andre tidligere havde opnået. Han forbedrede dermed den rekord på 17 titler, som han indtil da havde delt med John Newcombe. Det var hans sjette US Open-titel i herredouble – de foregående fem var blevet vundet med Bob Bryan som makker – og dermed forbedrede han sin rekord på 6 sejre ved US Open-mesterskabet i herredouble i den åbne æra, som han indtil da havde delt med sin bror. De seks titler tangerede samtidig rekorden for flest sejre i hele herredoublemesterskabets historie (inkl. amatør-æraen), hvorefter han delte rekorden med Richard Sears, der vandt sine seks titler i 1880'erne, og Holcombe Ward, der vandt sine mesterskaber i perioden 1899-1906. Sejren betød også, at Mike Bryan overtog rekorden som den ældste grand slam-vinder i herredouble i den åbne æra. I en alder af 40 år og 4 måneder overgik han Leander Paes, der var to måneder yngre, da han vandt i New York i 2013. Alt i alt var sejren hand 22. grand slam-titel i karrieren, idet han tidligere også havde vundet fire grand slam-mesterskaber i mixed double.
Jack Sock var i sin fjerde grand slam-finale i karrieren, og det var også fjerde gang, at han kunne forlade slutkampen som vinder. Han havde tidligere vundet to grand slam-titler i herredouble, begge i Wimbledon (i 2014 med Vasek Pospisil og i 2018 sammen med Mike Bryan), og en grand slam-titel i mixed double (US Open 2011 sammen med Melanie Oudin). 
Bryan og Sock vandt deres anden grand slam-titel i træk som makkere efter tidligere på året at have sejret i Wimbledon-mesterskabet. De blev dermed det første herredoublepar, der vandt både Wimbledon-mesterskabet og US Open i samme sæson, siden Jonas Björkman og Todd Woodbridge udførte bedriften i 2003, og de var det første makkerpar, der vandt to grand slam-turneringer i træk, siden Bob og Mike Bryan vandt fire i træk fra US Open 2012 til Wimbledon 2013.

## Pengepræmier og ranglistepoint
Den samlede præmiesum til spillerne i herredouble androg $ 3.070.420 (ekskl. per diem), hvilket var en stigning på ca. 3,5 % i forhold til året før.
| Resultat               | Pengepræmier | Pengepræmier | Ændring ift. 2017 | ATP-point |
| Resultat               | Pr. par      | Total        | Ændring ift. 2017 | ATP-point |
| ---------------------- | ------------ | ------------ | ----------------- | --------- |
| Vindere (1)            | $ 700.000    | $ 700.000    | +3,7 %            | 2.000     |
| Finalister (1)         | $ 350.000    | $ 350.000    | +2,9 %            | 1.200     |
| Semifinalister (2)     | $ 166.400    | $ 332.800    | +4,0 %            | 720       |
| Kvartfinalister (4)    | $ 85.275     | $ 341.100    | +4,0 %            | 360       |
| Tabere i 3. runde (8)  | $ 46.563     | $ 372.504    | +5,8 %            | 180       |
| Tabere i 2. runde (16) | $ 27.876     | $ 446.016    | +5,2 %            | 90        |
| Tabere i 1. runde (32) | $ 16.500     | $ 528.000    | 0 %               | 0         |
| Samlet præmiesum       | -            | $ 3.070.420  | +3,5 %            | -         |

## Turnering

### Deltagere
Turneringen havde deltagelse af 64 par, der var fordelt på:
- 57 direkte kvalificerede par i form af deres ranglisteplacering.
- 7 par, der har modtaget et wildcard.

#### Seedede par
De 16 bedst placerede af parrene på ATP's verdensrangliste blev seedet:
| Seedning | Rang. | Spiller                              | Resultat     |
| -------- | ----- | ------------------------------------ | ------------ |
| 1        | 5     | Oliver Marach Mate Pavić             | Første runde |
| 2        | 9     | Henri Kontinen John Peers            | Anden runde  |
| 3        | 13    | Mike Bryan Jack Sock                 | Vindere      |
| 4        | 15    | Jamie Murray Bruno Soares            | Kvartfinale  |
| 5        | 21    | Juan Sebastián Cabal Robert Farah    | Semifinale   |
| 6        | 24    | Jean-Julien Rojer Horia Tecău        | Anden runde  |
| 7        | 27    | Łukasz Kubot Marcelo Melo            | Finale       |
| 8        | 36    | Raven Klaasen Michael Venus          | Anden runde  |
| 9        | 42    | Pierre-Hugues Herbert Nicolas Mahut  | Tredje runde |
| 10       | 44    | Feliciano López Marc López           | Anden runde  |
| 11       | 51    | Ivan Dodig Marcel Granollers         | Tredje runde |
| 12       | 53    | Ben McLachlan Jan-Lennard Struff     | Første runde |
| 13       | 63    | Julio Peralta Horacio Zeballos       | Anden runde  |
| 14       | 63    | Robin Haase Matwé Middelkoop         | Tredje runde |
| 15       | 64    | Rohan Bopanna Édouard Roger-Vasselin | Kvartfinale  |
| 16       | 66    | Dominic Inglot Franko Škugor         | Tredje runde |

#### Wildcards
Syv par modtog et wildcard til hovedturneringen.
| Par                              | Resultat     |
| -------------------------------- | ------------ |
| Christopher Eubanks Donald Young | Første runde |
| Christian Harrison Ryan Harrison | Tredje runde |
| Evan King Nathan Pasha           | Første runde |
| Kevin King Reilly Opelka         | Første runde |
| Bradley Klahn Daniel Nestor      | Første runde |
| Patrick Kypson Danny Thomas      | Første runde |
| Martin Redlicki Evan Zhu         | Første runde |

### Resultater

#### Kvartfinaler, semifinaler og finale
| Austin Krajicek |
| Tennys Sandgren |

| Łukasz Kubot |
| Marcelo Melo |

| Łukasz Kubot |
| Marcelo Melo |

| Jamie Murray |
| Bruno Soares |

| Radu Albot   |
| Malek Jaziri |

| Radu Albot   |
| Malek Jaziri |

| Łukasz Kubot |
| Marcelo Melo |

| Máximo González |
| Nicolas Jarry   |

| Mike Bryan |
| Jack Sock  |

| Mike Bryan |
| Jack Sock  |

| Mike Bryan |
| Jack Sock  |

| Juan Sebastián Cabal |
| Robert Farah         |

| Juan Sebastián Cabal |
| Robert Farah         |

| Rohan Bopanna          |
| Édouard Roger-Vasselin |

#### Første, anden og tredje runde
| Oliver Marach |
| Mate Pavić    |

| Leonardo Mayer |
| João Sousa     |

| Leonardo Mayer |
| João Sousa     |

| Peter Gojowczyk |
| Purav Raja      |

| Nikola Mektić |
| Jürgen Melzer |

| Nikola Mektić |
| Jürgen Melzer |

| Nikola Mektić |
| Jürgen Melzer |

| Jonathan Erlich      |
| Aisam-ul-Haq Qureshi |

| Austin Krajicek |
| Tennys Sandgren |

| Austin Krajicek |
| Tennys Sandgren |

| Austin Krajicek |
| Tennys Sandgren |

| Frederik Løchte Nielsen |
| Joe Salisbury           |

| Julio Peralta    |
| Horacio Zeballos |

| Julio Peralta    |
| Horacio Zeballos |

| Pierre-Hugues Herbert |
| Nicolas Mahut         |

| Nicholas Monroe    |
| John-Patrick Smith |

| Pierre-Hugues Herbert |
| Nicolas Mahut         |

| Simone Bolelli |
| Fabio Fognini  |

| Simone Bolelli |
| Fabio Fognini  |

| Kevin Krawietz      |
| Maximilian Marterer |

| Pierre-Hugues Herbert |
| Nicolas Mahut         |

| Divij Sharan |
| Artem Sitak  |

| Łukasz Kubot |
| Marcelo Melo |

| Martin Redlicki |
| Evan Zhu        |

| Divij Sharan |
| Artem Sitak  |

| Hans Hach Verdugo  |
| Andreas Siljeström |

| Łukasz Kubot |
| Marcelo Melo |

| Łukasz Kubot |
| Marcelo Melo |

| Jamie Murray |
| Bruno Soares |

| Guido Pella          |
| Albert Ramos Viñolas |

| Jamie Murray |
| Bruno Soares |

| Marcus Daniell |
| Wesley Koolhof |

| Marcus Daniell |
| Wesley Koolhof |

| Maks Mirnyj    |
| Philipp Oswald |

| Jamie Murray |
| Bruno Soares |

| Philipp Petzschner |
| Tim Pütz           |

| Robin Haase      |
| Matwé Middelkoop |

| Jonathan Eysseric |
| Márton Fucsovics  |

| Philipp Petzschner |
| Tim Pütz           |

| Christopher Eubanks |
| Donald Young        |

| Robin Haase      |
| Matwé Middelkoop |

| Robin Haase      |
| Matwé Middelkoop |

| Feliciano López |
| Marc López      |

| Patrick Kypson |
| Danny Thomas   |

| Feliciano López |
| Marc López      |

| Bradley Klahn |
| Daniel Nestor |

| Christian Harrison |
| Ryan Harrison      |

| Christian Harrison |
| Ryan Harrison      |

| Christian Harrison |
| Ryan Harrison      |

| Radu Albot   |
| Malek Jaziri |

| Radu Albot   |
| Malek Jaziri |

| Ken Skupski  |
| Neal Skupski |

| Radu Albot   |
| Malek Jaziri |

| Sander Arends  |
| Antonio Šančić |

| Jean-Julien Rojer |
| Horia Tecău       |

| Jean-Julien Rojer |
| Horia Tecău       |

| Raven Klaasen |
| Michael Venus |

| Lukáš Lacko  |
| John Millman |

| Raven Klaasen |
| Michael Venus |

| Máximo González |
| Nicolas Jarry   |

| Máximo González |
| Nicolas Jarry   |

| David Marrero    |
| Marcin Matkowski |

| Máximo González |
| Nicolas Jarry   |

| Evan King    |
| Nathan Pasha |

| Roman Jebavý   |
| Andrés Molteni |

| Roman Jebavý   |
| Andrés Molteni |

| Roman Jebavý   |
| Andrés Molteni |

| Matteo Berrettini |
| Andreas Seppi     |

| Matteo Berrettini |
| Andreas Seppi     |

| Ben McLachlan      |
| Jan-Lennard Struff |

| Dominic Inglot |
| Franko Škugor  |

| Robert Lindstedt |
| Rajeev Ram       |

| Dominic Inglot |
| Franko Škugor  |

| Cameron Norrie    |
| Diego Schwartzman |

| Dušan Lajović      |
| Stefanos Tsitsipas |

| Dušan Lajović      |
| Stefanos Tsitsipas |

| Dominic Inglot |
| Franko Škugor  |

| Mackenzie McDonald |
| Yoshihito Nishioka |

| Mike Bryan |
| Jack Sock  |

| Mirza Bašić   |
| Damir Džumhur |

| Mackenzie McDonald |
| Yoshihito Nishioka |

| Daniele Bracciali |
| Marco Cecchinato  |

| Mike Bryan |
| Jack Sock  |

| Mike Bryan |
| Jack Sock  |

| Juan Sebastián Cabal |
| Robert Farah         |

| Denis Istomin         |
| Jeevan Nedunchezhiyan |

| Juan Sebastián Cabal |
| Robert Farah         |

| Marclo Demoliner  |
| Santiago González |

| Marclo Demoliner  |
| Santiago González |

| Hugo Nys     |
| Benoît Paire |

| Juan Sebastián Cabal |
| Robert Farah         |

| Robert Galloway   |
| Natahniel Lammons |

| Ivan Dodig        |
| Marcel Granollers |

| Kevin King     |
| Reilley Opelka |

| Robert Galloway   |
| Natahniel Lammons |

| Romain Arneodo |
| Luke Bambridge |

| Ivan Dodig        |
| Marcel Granollers |

| Ivan Dodig        |
| Marcel Granollers |

| Rohan Bopanna          |
| Édouard Roger-Vasselin |

| Marcos Baghdatis |
| Mischa Zverev    |

| Rohan Bopanna          |
| Édouard Roger-Vasselin |

| Filip Krajinović |
| Viktor Troicki   |

| Matthew Ebden   |
| Jackson Withrow |

| Matthew Ebden   |
| Jackson Withrow |

| Rohan Bopanna          |
| Édouard Roger-Vasselin |

| Jérémy Chardy  |
| Fabrice Martin |

| Jérémy Chardy  |
| Fabrice Martin |

| James Cerretani |
| Leander Paes    |

| Jérémy Chardy  |
| Fabrice Martin |

| Marcelo Arévalo   |
| M.Á. Reyes-Varela |

| Henri Kontinen |
| John Peers     |

| Henri Kontinen |
| John Peers     |